# Agnes de Boemia (1269–1296)
Agnes de Boemia (născută ca Anežka Přemyslovna; n. 5 septembrie 1269, Praga – d. 17 mai 1296, Praga) a fost prințesă a Boemiei din Casa Přemyslid și al treilea copil al regelui Ottokar al II-lea al Boemiei și al soției sale, Cunigunda de Halitsch.

## Biografie
Tatăl ei a murit pe 26 august 1278 în Bătălia de pe Marchfeld împotriva regelui romano-german Rudolf I de Habsburg. Foarte probabil Ottokar a fost ucis din răzbunare de unul dintre cavalerii nobili, pe câmpul de luptă. Pentru a rezolva în cele din urmă conflictul, Cunigunda, văduva regelui Ottokar al II-lea, a decis să căsătorească copiii ei cu copiii lui Rudolf. Astfel Agnes a fost logodită cu Rudolf al II-lea în primăvara anului 1279, iar fratele ei, Venceslau, cu Iudita de Habsburg.
Prin căsătoria ei cu Rudolf al II-lea de Habsburg, care a avut loc la Praga în martie 1289, Agnes a devenit ducesă a Austriei și Stiriei, precum și a Suabiei, Alsaciei și Argoviei.
Din această scurtă căsătorie provine Ioan Paricidul (1290–1313), care s-a născut puțin timp înainte sau după moartea tatălui său.
Agnes a fost înmormântată în Biserica Sf. Francisc din Praga.